# Уторопы
Уторопы (укр. Уторопи) — село в Яблоновской поселковой общине Косовского района Ивано-Франковской области Украины.
Население по переписи 2001 года составляло 2218 человек. Занимает площадь 32,68 км². Почтовый индекс — 78622.